# Mariam Baouardy
Mariam Baouardy, OCD (en árabe: مريم باواردي) o María de Jesús Crucificado (I'billin, Siria Otomana, 5 de enero de 1846 - Belén, Mutasarrifato de Jerusalén, 26 de agosto de 1878), es una santa católica que fue monja de la Orden de Carmelitas Descalzos de la Iglesia greco-católica melquita.
Sus padres eran greco-católicos originarios de Siria y de Líbano. Fue mística, experimentó estigmas en su cuerpo. Fue canonizada junto a Jeanne Émilie de Villeneuve, María Cristina de la Inmaculada Concepción Brando y Marie-Alphonsine Ghattas, por el papa Francisco el 17 de mayo de 2015 en la Ciudad del Vaticano.

## Primeros años de vida
Baouardy nació el 5 de enero de 1846 (vísperas de la Epifanía) en la aldea galilea de Hurfiesh, luego se mudó a I'billin, en Palestina durante el Imperio Otomano, a Yeries (George) Baouardy y su esposa, Mariam Chahine. Mariam era su decimotercera hija y su primera hija, y ninguno de sus hermanos anteriores había sobrevivido a la infancia. Ella nació después de que la pareja hizo una peregrinación a pie a Belén, a unas 70 millas de distancia, desesperada por la pérdida de sus hijos. Cuando más tarde fueron bendecidos con el nacimiento de una hija, la llamaron en honor a la Virgen María, por gratitud. Se le unió un nuevo hermano, Boulos, dos años después.
Baouardy aún no tenía tres años cuando sus padres murieron de una enfermedad en 1848, con solo unos días de diferencia. Luego, los hermanos fueron acogidos por parientes en diferentes lados de su familia que vivían en diferentes aldeas, ella fue tomada por un tío paterno que vivía en el mismo pueblo y su hermano se fue a vivir con una tía materna. El hermano y la hermana nunca se volverían a ver. Fue criada en un hogar amoroso en circunstancias cómodas. De niña tenía un marcado espíritu de fervor religioso, y a los cinco años comenzó a ayunar los sábados en honor de la Santísima Virgen.
Cuando Baouardy tenía ocho años, su tío y su esposa se mudaron a Alejandría, Egipto, para mejorar su situación. Cinco años más tarde, en 1858, cuando tenía 13 años, de acuerdo con la tradición, fue comprometida por su tío con el hermano de su esposa, que vivía en El Cairo. La noche antes de la boda, tuvo una experiencia religiosa en la que se sintió llamada a no casarse sino a ofrecer su vida a Dios. Cuando le dijeron esto a la mañana siguiente, su tío se enfureció y la golpeó severamente. A pesar de esto, y el maltrato posterior que comenzó a experimentar por parte de su tío, se mantuvo firme en su decisión. 
No obstante, Baouardy se sintió deprimida y sola. Ella le escribió a su hermano, que vivía en Nazaret, pidiéndole que la visitara. El joven sirviente al que le pidió que entregara la carta sacó de ella la causa de su tristeza. Al enterarse de esto, intentó cortejarla por sí mismo, invitándola a convertirse al Islam. Ella rechazó su propuesta, lo que provocó que el joven se pusiera furioso, en el que sacó un cuchillo y le cortó el cuello. Luego arrojó su cuerpo en un callejón cercano.
Baouardy luego experimentó lo que estaba convencida de que era un milagro. Como relató más tarde, una "monja vestida de azul" la llevó a una gruta que nunca pudo identificar, cosió sus heridas y la cuidó. Su voz se vio afectada por el resto de su vida como resultado del corte, que un médico francés luego midió como 10 cm. (casi 4 pulgadas) de ancho. Después de ser atendida por esta misteriosa figura durante un mes, se recuperó lo suficiente como para irse y buscar trabajo como empleada doméstica en la casa de una familia árabe cristiana en la ciudad. 
Después de un año, Baouardy decidió tratar de encontrarse con su hermano y viajó en caravana a Jerusalén. Allí se sintió inspirada a hacer un voto de virginidad perpetua en el Santo Sepulcro. Luego tomó un bote en Jaffa con la intención de dirigirse a Acre . Sin embargo, debido al mal tiempo, el bote tuvo que detenerse en Beirut. Tomando esto como una señal de Dios, desembarcó y encontró trabajo como empleada doméstica. Después de trabajar allí, de repente se quedó ciega, una condición que duró 40 días, cuando de repente recuperó la visión. No mucho después de eso, tuvo una caída grave que pareció dejarla muerta. Su empleador la cuidó durante un mes hasta que se recuperó, completamente curada.

## Francia y el Carmelo
En mayo de 1863, un mecenas generoso hizo posible que Baouardy se mudara a Marsella, Francia, donde se convirtió en la cocinera de una familia árabe. Mientras estaba allí, se sintió llamada a entrar en una orden religiosa. Rechazada por los primeros grupos a los que solicitó admisión, en mayo de 1865 fue aceptada como postulante por la Congregación de las Hermanas de San José de la Aparición, que tenía comunidades en Tierra Santa y ya tenía varios candidatos palestinos. Fue en este punto cuando recibió los estigmas de Cristo.
Durante el último mes de este período de candidatura, la Maestra de las novicias, la Madre Honorine que había sacado la historia de vida de Baouardy de ella, fue reemplazada por la Madre Verónica de la Pasión. Después de dos años como postulante, Baouardy tuvo que ser votada por la comunidad con respecto a su admisión a la congregación. Para su consternación, fue rechazada por las hermanas encargadas de tomar la decisión.

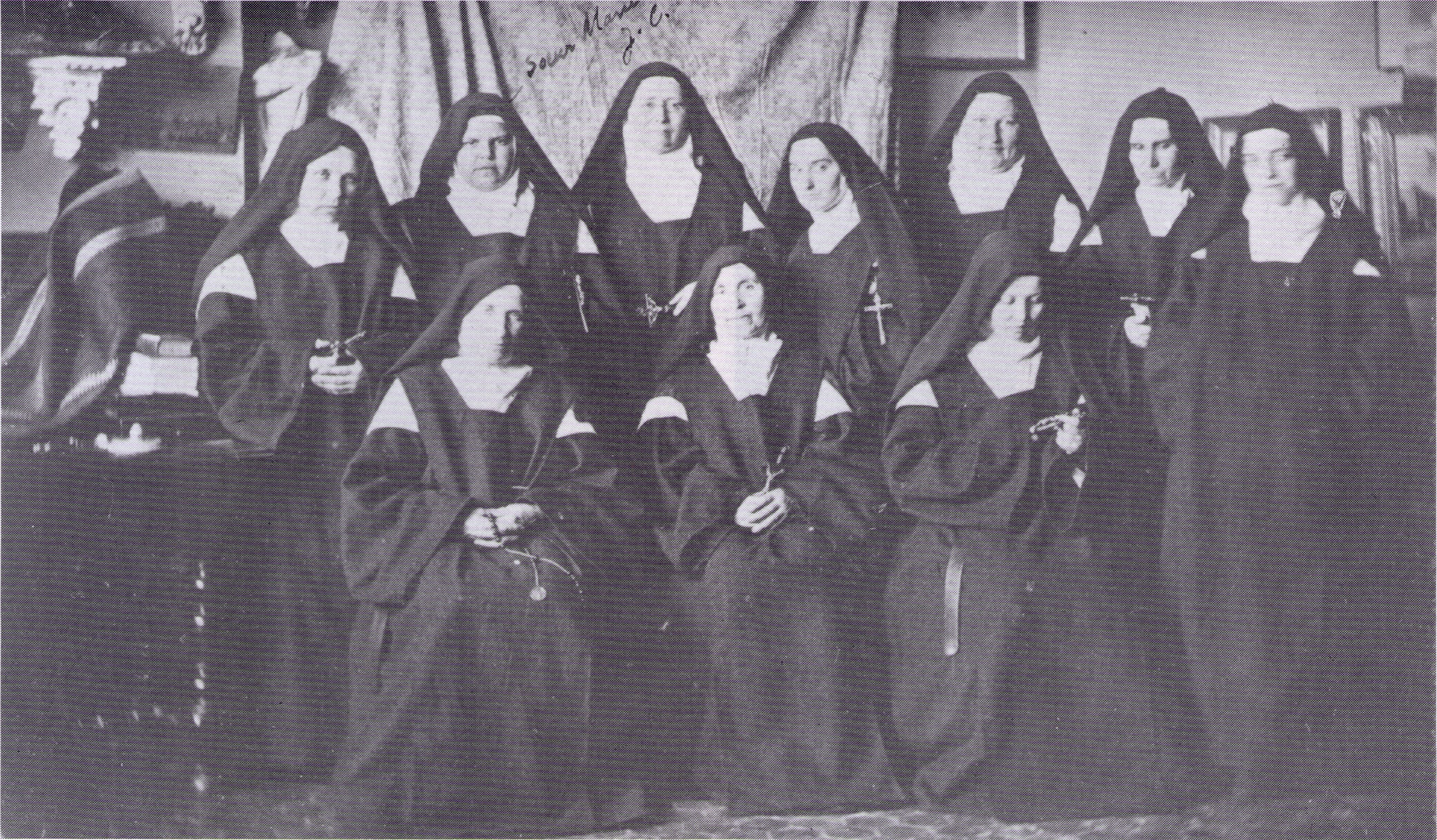
En el Carmelo de Pau. Mariam Baouardy segunda parte superior izquierda.

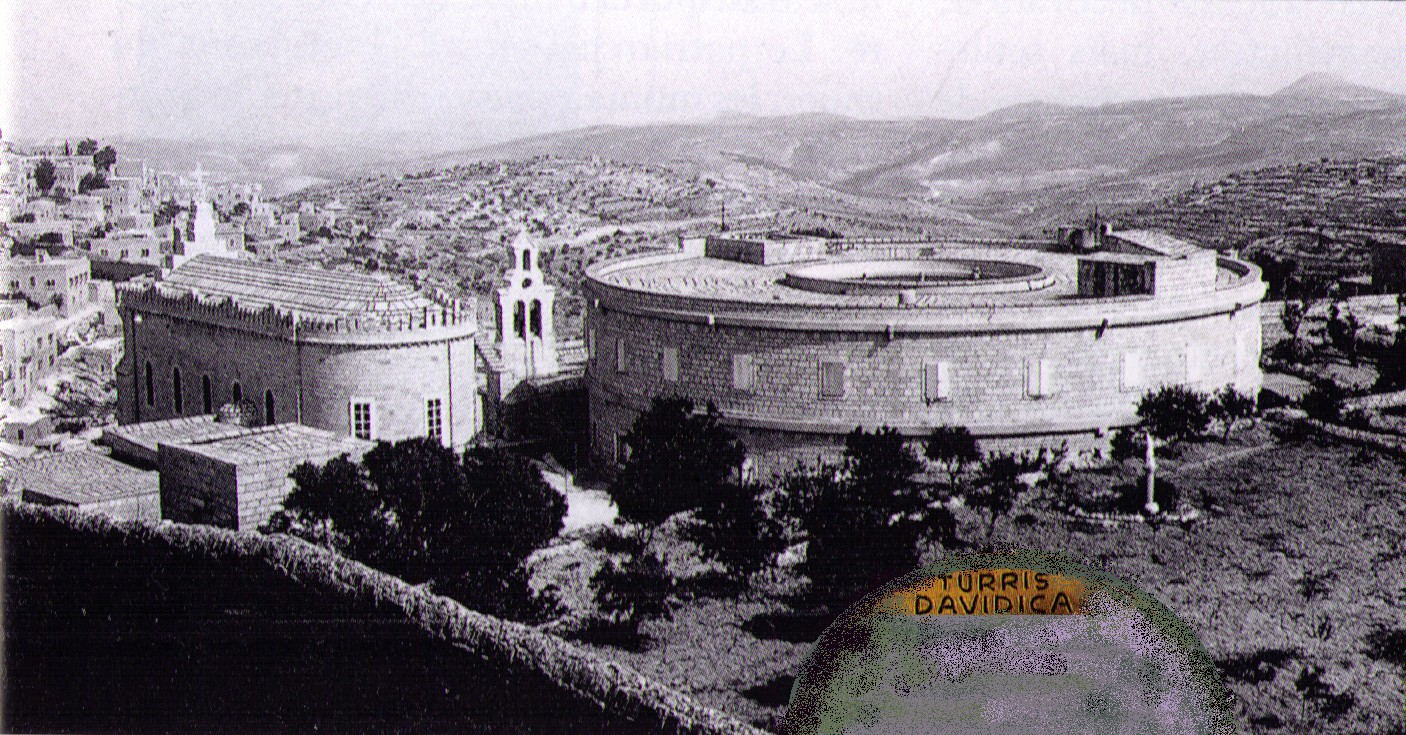
Iglesia y Monasterio de las Carmelitas Descalzas en Belén, poco después de su construcción

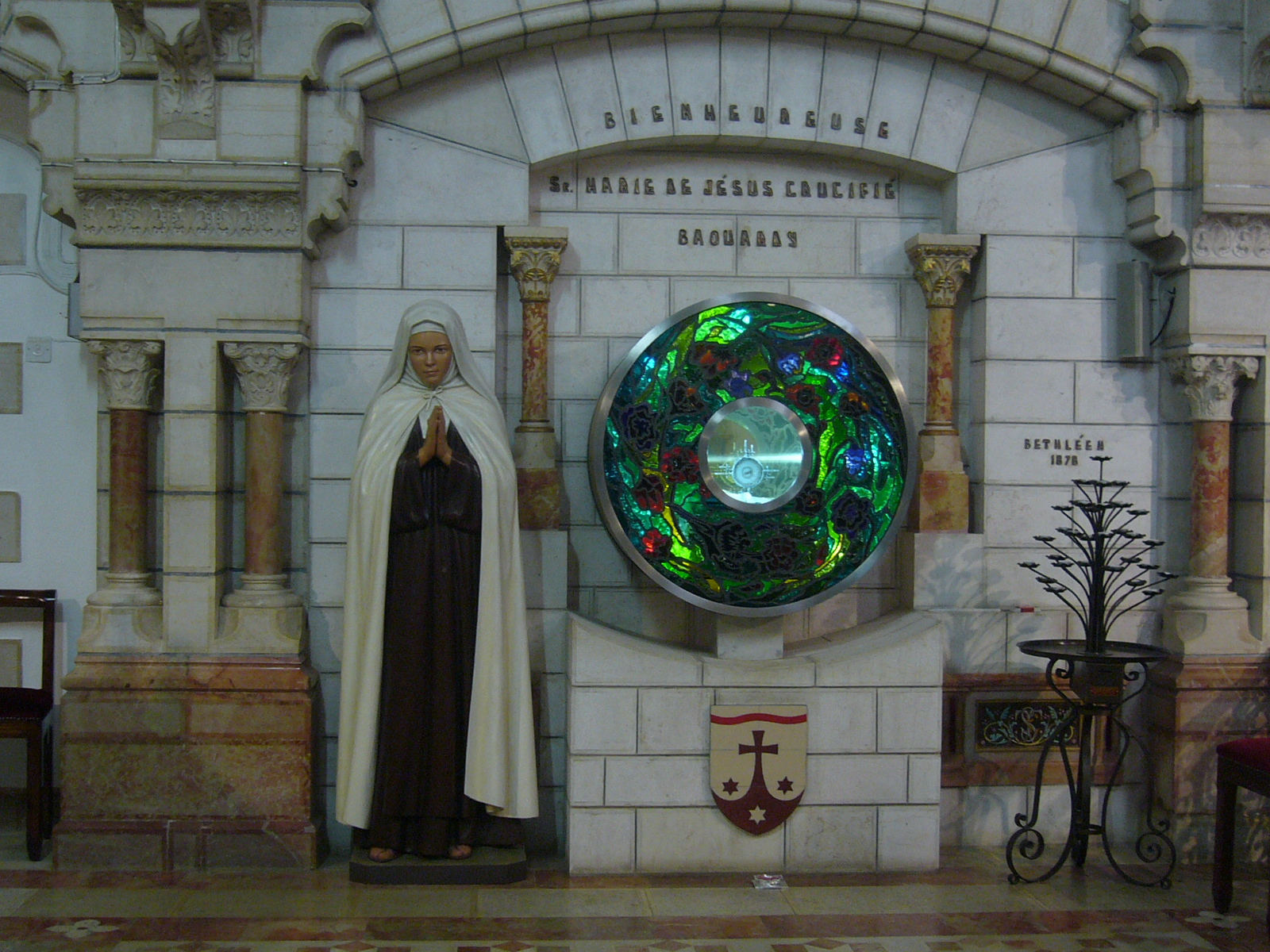
Tumba de Mariam Baouardy en el Carmelo de Belén.

En ese momento, la Madre Verónica acababa de recibir permiso para trasladarse al monasterio Carmelita Descalzo en Pau para prepararse para formar una nueva congregación de Hermanas Religiosas que sirven en la India, las Hermanas del Carmelo Apostólico. Invitó a Baouardy a ir con ella, escribiendo a la priora de esa comunidad y recomendando que aceptaran a la joven árabe. La priora aceptó el consejo de la Madre Verónica y, en junio de 1867, ambas mujeres fueron juntas a Pau, donde recibieron el hábito religioso carmelita y Baouardy recibió el nombre religioso de María de Jesús Crucificado.
En 1870, Baouardy fue con el primer grupo de Hermanas Apostólicas Carmelitas a Mangalore, India. Sirvió allí durante dos años antes de regresar a Pau. Fue allí donde hizo su profesión de votos solemnes como miembro de la Orden en noviembre de 1871. En septiembre de 1875 ayudó a fundar un nuevo monasterio en Belén, el primero de la Orden en esa región, donde vivió hasta su muerte. Durante toda su vida, experimentó períodos de éxtasis religioso con frecuencia durante todo el día.
En abril de 1878, Baouardy desempeñó un papel importante en la identificación del Emaús bíblico gracias a una revelación privada. Murió el 26 de agosto de 1878 en Belén, de un cáncer que se había desarrollado en sus huesos como resultado de la caída que tuvo mientras trabajaba en el monasterio, lo que provocó una gangrena que se extendió a sus pulmones.

## Veneración
La causa de la canonización comenzó el 18 de mayo de 1927 y culminaría con el decreto de virtud heroica el 27 de noviembre de 1981. Baouardy fue beatificada por el papa Juan Pablo II el 13 de noviembre de 1983 y canonizado el 17 de mayo de 2015 por el papa Francisco. Se convirtió en la segunda católica griega en ser canonizada como santa de la Iglesia católica, siendo la primera Josaphat Kuntsevych en 1867.
En I'billin, un jardín de infantes, la escuela primaria Miriam Bawardi y una escuela secundaria reciben su nombre de Baouardy.